# 施托爾岑貝格山
47°38′33″N 11°52′21″E / 47.6426°N 11.87254°E

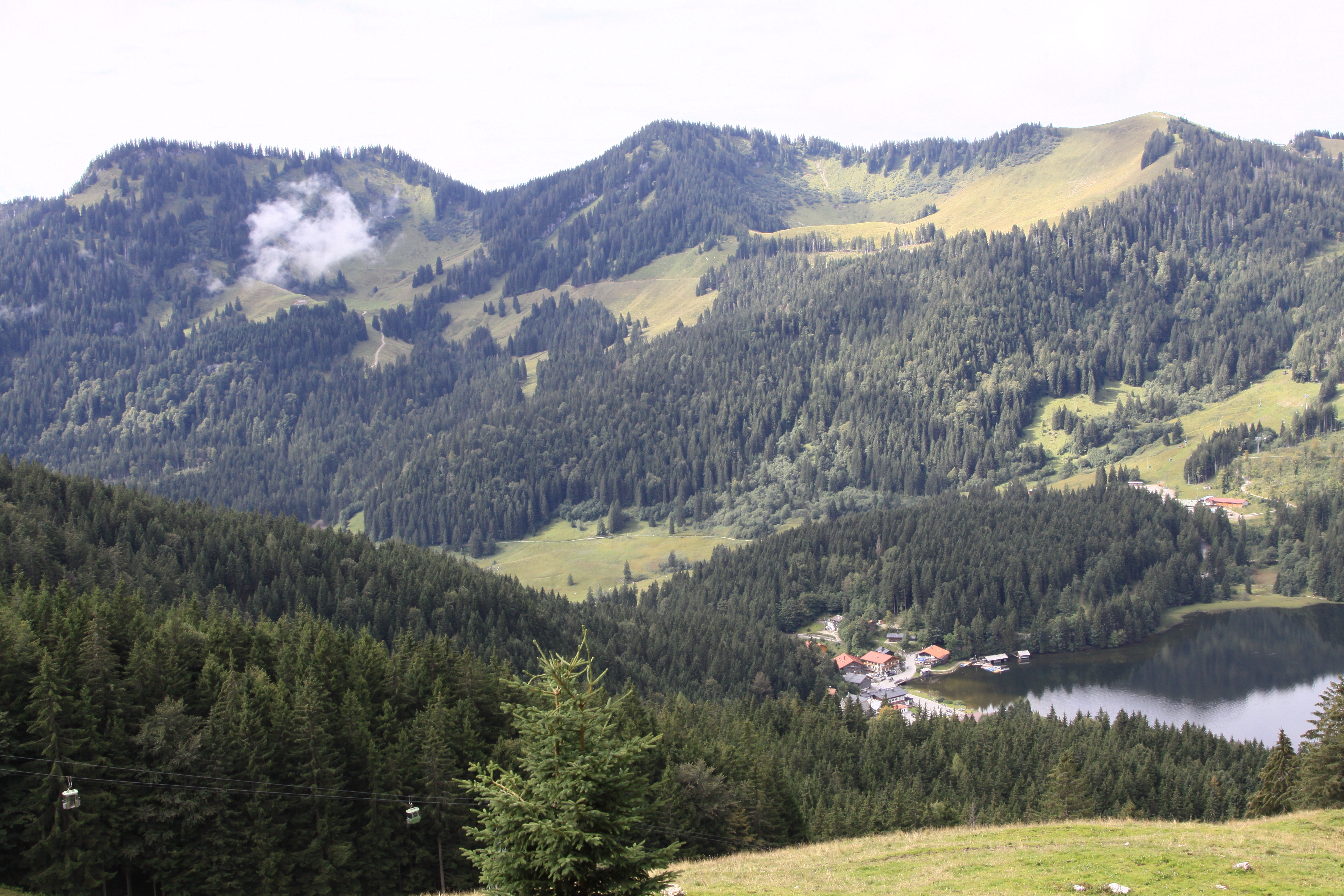

施托爾岑貝格山（德語：Stolzenberg），是德國的山峰，位於該國東南部，由巴伐利亞負責管轄，屬於芒法爾山脈的一部分，海拔高度1,609米，每年平均降雨量1,764毫米。